# Mirzəxan Qaraqoyunlu
Mirzəxan Qaraqoyunlu è un comune dell'Azerbaigian situato nel distretto di Bərdə. Conta una popolazione di 525 abitanti.